# Corvida
Corvida je bio jedan od dva „parvordera“ sadržana u podredu Passeri, kao što je predloženo u taksonomiji Sibli-Ahlkvista, a drugi je Passerida. Standardna taksonomska praksa bi ih svrstala u rang infrareda.
Novija istraživanja sugerišu da ovo nije zasebna klada – grupa najbližih srodnika i ništa drugo – već evolucioni stepen. Kao takav, napušten je u savremenim tretmanima, i zamenjen je brojnim nadporodicama koje se smatraju prilično bazalnim među Passeri.
Pretpostavljalo se da je kooperativni uzgoj — prisutan kod mnogih ili većine pripadnika Maluridae, Meliphagidae, Artamidae i Corvidae, između ostalih — uobičajena apomorfija ove grupe.

## Literatura
- Cockburn, A. (1996): Why do so many Australian birds cooperate? Social evolution in the Corvida. In: Floyd, R.; Sheppard, A. & de Barro, P. (eds.): Frontiers in Population Ecology: 21–42. CSIRO, Melbourne.